# Línea Volturno

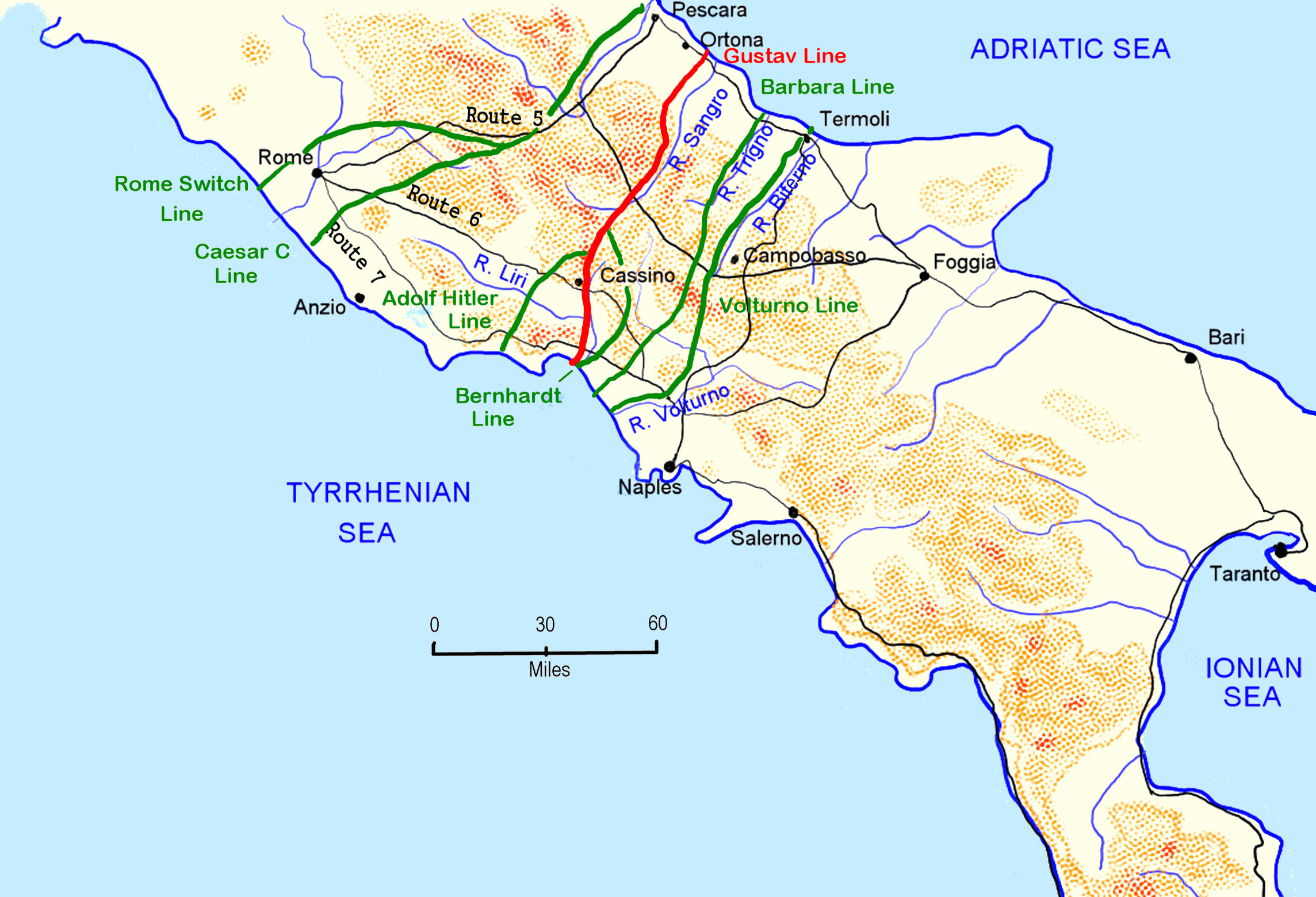
Líneas defensivas alemanas al sur de Roma en 1943-1944.

La Línea Volturno, también conocida como Línea Viktor (en alemán: Volturno-Linie, Viktor-Linie; en italiano: Linea del Volturno), fue una posición defensiva alemana establecida en Italia durante la Campaña del país en el marco de la Segunda Guerra Mundial. La línea partía desde Térmoli, al este, y discurría a lo largo del río Biferno, a través de los Montes Apeninos, hacia el río Volturno, al oeste.
Tras la invasión de Italia por parte de las Fuerzas Aliadas en septiembre de 1943, la Wehrmacht dispuso una serie de líneas defensivas a lo largo del país con el fin de dilatar su avance, siendo la Línea Volturno la más meridional de todas.

## Batalla de Térmoli

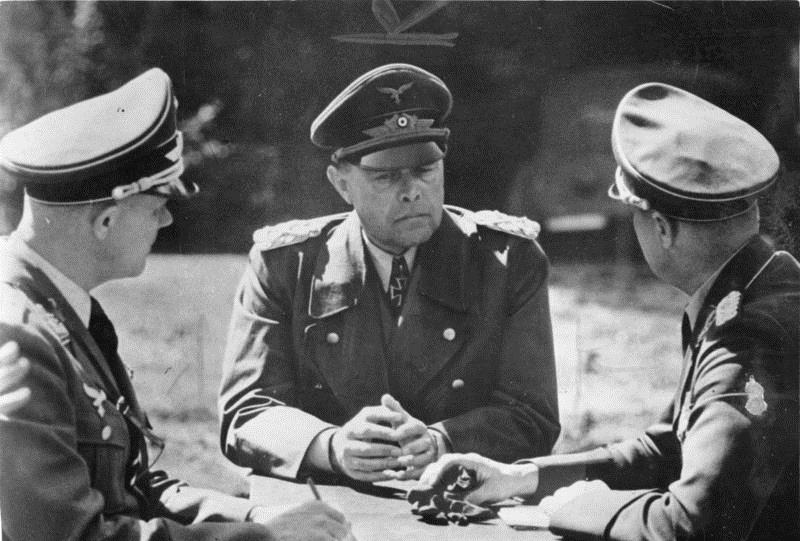
El Generalfeldmarschall Albert Kesselring en Italia en 1940.

Como respuesta al incremento de la presión en el frente Adriático por parte de los Aliados, el 1 de octubre de 1943 el Generalfeldmarschall Albert Kesselring ordenó a la 16.ª División Panzer cambiar su rumbo y dirigirse al frente Adriático. Destacamentos de la 11.ª Brigada de Infantería de la 78.ª División de Infantería británica cruzaron el Biferno la madrugada del 3 de octubre seguido de un aterrizaje anfibio en Térmoli por parte de los comandos británicos a las 2:15 horas. A última hora de la mañana, los dos destacamentos ya se habían reunido, mientras que esa noche la 36.ª Brigada de Infantería de la 78.ª División fue capaz de desembarcar en el mar en Térmoli. No obstante, varios problemas logísticos habían impedido que los Aliados construyesen un puente resistente sobre el Biferno, por lo que cuando los vados arrasados quedaron inservibles tras el paso de cinco tanques, no hubo ninguna posibilidad de proporcionar más tanques a través del río para apoyar a la infantería. Un puente FDE (Folding Boat Equipment) más ligero fue construido para permitir el traslado de artillería, vehículos de reconocimiento y otra clase de medios de transporte. El movimiento hacia el este de la 16.ª División Panzer supuso una mayor e imprevista amenaza para la infantería Aliada, en ese momento carente de apoyo. Tras la noticia de la llegada de los alemanes el 4 de octubre, Vyvyan Evelegh, comandante de la 78.ª División, solicitó prioridad por parte del 8.º Ejército británico, bajo el mando del general Bernard Montgomery, para el suministro de equipos de puentes. A medida que los alemanes se acercaban, las tropas Aliadas situadas en el Biferno se vieron obligadas a defenderse. La tarde del 5 de octubre habían sido reprimidos a menos de 800 metros de Térmoli, aunque los esfuerzos frenéticos de los ingenieros dieron como resultado un resistente puente Bailey que permitió a los canadienses y a los británicos cruzar el río. Esa misma noche, la 38.ª Brigada irlandesa de la 78.ª División llegó a través del mar a Térmoli y el ataque alemán de la mañana siguiente fue repelido por poco en una intensa lucha. A última hora de la mañana del 6 de octubre, los Aliados estaban en el campo de batalla y para la última hora de la tarde los alemanes habían empezado a retroceder a las próximas defensas preparadas en el río Trigno, en la Línea Bárbara.
Por su parte, en la otra costa el 5.º Ejército de los Estados Unidos, comandado por el teniente general Mark Wayne Clark, atacó a través del Volturno la noche del 12 de octubre. Los alemanes, mediante el hábil empleo de tácticas de retaguardia en un terreno favorable para la defensa, se retiraron a la siguiente línea norte (la Línea Bárbara), la cual sería alcanzada por los Aliados el 2 de noviembre.